# قارضي كرجي
قارضي كرجي (بالفارسية: قارضی کرجی) هي قرية تقع في قسم بام الريفي (مقاطعة إسفراين) في إيران. يقدر عدد سكانها بـ 366 نسمة بحسب إحصاء 2016.